# تشارلز مارتن (مؤلف)
تشارلز مارتن (بالإنجليزية: Charles Martin)‏ (3 نوفمبر 1969 في الولايات المتحدة)؛ كاتب، شاعر، مترجم، صحفي وروائي أمريكي. درس في جامعة ولاية فلوريدا.

## روابط خارجية
- تشارلز مارتن على موقع IMDb (الإنجليزية)